# Alcamo Calcio 1984-1985
Questa voce raccoglie le informazioni riguardanti l'Alcamo Calcio nelle competizioni ufficiali della stagione 1984-1985.

## Rosa
| N. |                   | Ruolo | Calciatore          |
| -- | ----------------- | ----- | ------------------- |
|    | Italia (bandiera) | A     | Alfonso Alampi      |
|    | Italia (bandiera) | D     | Roberto Bacilieri   |
|    | Italia (bandiera) | P     | Mauro Bianchi       |
|    | Italia (bandiera) | C     | Marco Borella       |
|    | Italia (bandiera) | C     | Giuseppe D'Angelo   |
|    | Italia (bandiera) | A     | Luigi Di Benedetto  |
|    | Italia (bandiera) | D     | Giuseppe Ferrarotto |
|    | Italia (bandiera) | D     | Antonino Leonardi   |
|    | Italia (bandiera) | C     | Ugo Maiorana        |
|    | Italia (bandiera) | D     | Maurizio Miranda    |
|    | Italia (bandiera) | A     | Amedeo Monaldo      |

| N. |                   | Ruolo | Calciatore              |
| -- | ----------------- | ----- | ----------------------- |
|    | Italia (bandiera) | P     | Luciano Monteleone      |
|    | Italia (bandiera) | D     | Felice Pipitone         |
|    | Italia (bandiera) | C     | Paolo Piras             |
|    | Italia (bandiera) | C     | Carmelo Prestileo       |
|    | Italia (bandiera) | D     | Girolamo Sparacino      |
|    | Italia (bandiera) | C     | Francesco Paolo Sposito |
|    | Italia (bandiera) | C     | Francesco Tirrito       |
|    | Italia (bandiera) | A     | Gioacchino Tomasello    |
|    | Italia (bandiera) | C     | Giancarlo Zanutto       |
|    | Italia (bandiera) | D     | Pierpaolo Zoppi         |